# Mahāsaṃnipātasūtra
Il Mahāsaṃnipātasūtra (anche Mahāvaipulyamahāsaṃnipātasūtra Sutra della grande raccolta), è un sūtra appartenente alla tradizione del Buddismo Mahāyāna.
Il Mahāsaṃnipātasūtra è conservato nel Canone buddista cinese nel Dàjíbù (vol.13) con il titolo di Dàjí jīng (大集經, giapp. Daijikkyō), in 60 fascicoli (al T.D. 397). I primi 26 fascicoli e i fascicoli 31, 32 e 33 furono tradotti da Dharmakṣema. I fascicoli dal 27 al 30 furono tradotti da Zhìyán (智嚴)  e Bǎoyún (寶雲). I fascicoli dal 34 al 58 furono tradotti da Narendrayaśas. I fascicoli 59 e 60 furono tradotti da Ān Shìgāo (安世高). Un'ulteriore versione cinese fu tradotta da Jñānagupta nel 594 con il titolo 大方等大集賢護經.
Nel Canone buddista tibetano è al Toh. 138 con il titolo འདུས་པ་ཆེན་པོ་རིན་པོ་ཆེ་ཏོག་གི་གཟུངས་ཀྱི་མདོ། 'dus pa chen po rin po che tog gi gzungs kyi mdo (Mahāsannipātaratnaketudhāraṇī) nella traduzione di Śīlendrabodhi (IX secolo) e Yeshe De (IX secolo).
Secondo la tradizione, fu predicato dal Buddha Śākyamuni tra i suoi 45 e 49 anni di età ad un'assemblea di Buddha e Bodhisattva giunti da ogni direzione. Possiede toni apocalittici ed è uno dei primi sutra che introduce elementi del Buddismo Vajrayāna ricco come è di mantra e dhāraṇī.